# Perquimans County
Perquimans County ist ein County im Bundesstaat North Carolina der Vereinigten Staaten. Der Verwaltungssitz (County Seat) ist Hertford, das nach der englischen Stadt Hertford benannt wurde.

## Geographie
Das County liegt im Nordosten von North Carolina, ist im Norden etwa 30 km von Virginia entfernt und hat eine Fläche von 852 Quadratkilometern, wovon 212 Quadratkilometer Wasserfläche sind. Es grenzt im Uhrzeigersinn an folgende Countys: Pasquotank County, Chowan County und Gates County.

## Geschichte
Perquimans County wurde 1672 gebildet. Benannt wurde es nach einem Indianerstamm.
18 Bauwerke und Stätten des Countys sind insgesamt im National Register of Historic Places eingetragen (Stand 12. März 2018).

## Demografische Daten
Nach der Volkszählung im Jahr 2000 lebten im Perquimans County 11.368 Menschen. Davon wohnten 120 Personen in Sammelunterkünften, die anderen Einwohner lebten in 4.645 Haushalten und 3.376 Familien. Die Bevölkerungsdichte betrug 18 Einwohner pro Quadratkilometer. Ethnisch betrachtet setzte sich die Bevölkerung zusammen aus 70,82 Prozent Weißen, 27,99 Prozent Afroamerikanern, 0,18 Prozent amerikanischen Ureinwohnern, 0,21 Prozent Asiaten, 0,03 Prozent Bewohnern aus dem pazifischen Inselraum und 0,13 Prozent aus anderen ethnischen Gruppen; 0,64 Prozent stammten von zwei oder mehr Ethnien ab. 0,60 Prozent der Bevölkerung waren spanischer oder lateinamerikanischer Abstammung.
Von den 4.645 Haushalten hatten 28,2 Prozent Kinder unter 18 Jahren, die bei ihnen lebten. 56,5 Prozent davon waren verheiratete, zusammenlebende Paare, 12,6 Prozent waren allein erziehende Mütter und 27,3 Prozent waren keine Familien. 24,1 Prozent waren Singlehaushalte und in 11,9 Prozent lebten Menschen mit 65 Jahren oder älter. Die Durchschnittshaushaltsgröße betrug 2,42 und die durchschnittliche Familiengröße war 2,86 Personen.
23,0 Prozent der Bevölkerung waren unter 18 Jahre alt. 6,8 Prozent zwischen 18 und 24 Jahre, 24,4 Prozent zwischen 25 und 44 Jahre, 26,6 Prozent zwischen 45 und 64, und 19,3 Prozent waren 65 Jahre alt oder älter. Das Durchschnittsalter betrug 42 Jahre. Auf alle weibliche Personen kamen 91,3 männliche Personen. Auf alle Frauen im Alter von 18 Jahren oder darüber kamen 87,5 Männer.
Das jährliche Durchschnittseinkommen eines Haushalts betrug 29.538 US-Dollar und das jährliche Durchschnittseinkommen einer Familie betrug 35.212 USD. Männer hatten ein durchschnittliches Einkommen von 27.251 USD gegenüber den Frauen mit 18.728 USD. Das Prokopfeinkommen betrug 15.728. 17,9 Prozent der Bevölkerung und 13,9 Prozent der Familien lebten unterhalb der Armutsgrenze. Darunter waren 27,2 Prozent der Kinder und Jugendlichen unter 18 Jahre und 15,8 Prozent der Senioren ab 65 Jahren.